# Baggara
Els baggara o baqqarah (àrab: البقارة, al-baqqāra) són un grup de beduïns nòmades que habiten l'Àfrica des del llac Txad fins al riu Nil, en els estats del Sudan (particularment el Darfur), el Sudan del Sud, el Níger, el Txad, el Camerun, Nigèria, i la República Centreafricana. També són coneguts com a àrabs shuwa. Són pasturadors, emigren estacionalment, establint-se a les terres d'herbes en l'estació humida i en les ribes dels rius a la seca. La seva llengua és anomenada àrab txadià (també àrab sudanès occidental i àrab xuwa (shuwa/shua/suwa -en francès arabe Choa/Chowa-). Es divideixen en diverses tribus com els rizeigat, ta'isha i habbaniya al Darfur; i misseiria, humur i hawazma al Kordofan. Els misseiria de Jebel Mun parlen una llengua nilosahariana anomenada tama o miisiirii.
El seu origen estaria al Darfur i a la regió d'Ouaddaï, però van començar a emigrar a l'oest a partir del segle xiv. Al segle xvii eren al Baguirmi quan aquest estat es va consolidar.
Els baggara són musulmans, i es creu que són parcialment descendents dels àrabs que es varen establir a la regió principalment entre els segles xiv i xviii, descendents dels juhayness grup d'àrabs des que es traça la seva ascendència fins a Líbia.
Els xuwa van adoptar la llengua kanuri però no van perdre el seu àrab dialectal. L'emigració es va ampliar al segle xix quan van estar al servei de Muhammad al-Amin al-Kanemi lluitant contra els fulani. Mai van passar de Bornu més que en grups individuals o familiars, i grups reduïts van arribar a Adamawa i a Mardawa. Alguns van restar nòmades camellers i altres es van transformar en ramaders de bestiar; una part dels shuwa van esdevenir agricultors a la rodalia del llac Txad on van construir diversos pobles. La seva manca de ciutats i d'organització els feia dependre d'altres poders, com el mai kanembu de Kanem; al Bornu ocupaven posicions administratives importants i els reis shehu del país prenien a una dona xuwa com a esposa. Van contribuir notablement a l'expansió de l'Islam.
Els que es varen desplaçar cap al sud de les muntanyes Marrah, on les precipitacions eren més abundants, varen especialitzar-se en el pasturatge del vacum i varen començar a ser coneguts com els baggara, literalment "els de la vaca" o "gent de vaques". Els que no es varen moure del nord varen acabar sent coneguts com els abbala, (homes-camell).
Els baggara del Darfur i Kordofan foren l'espina dorsal de la revolta mahdista contra el control turcoegipci del Sudan de la dècada del 1880. El segon en l'escala de comandament, el califa Abdallahi ibn Muhammad, era un baggara de la tribu ta'aisha. Durant el període mahdista (1883-98) desenes de milers de baggares varen emigrar a Omdurman i el centre del Sudan on varen les tropes. Després de la seva derrota a la batalla de Karari el 1898, els restants varen retornar al Darfur i a Kordofan. Sota el sistema britànic de govern indirecte, cada una de les tribus era governada pel seu propi cap suprem conegut com a nazir. La majoria d'ells eren membres del partit Umma Party, encapçalat d'ençà els anys 60 per Sadiq el Mahdi.